# Rooglaiu
Koordinaten: 58° 41′ N, 23° 32′ O
Rooglaiu ist ein Dorf (estnisch küla) in der Landgemeinde Lääneranna im Kreis Pärnu (bis 2017: Landgemeinde Hanila im Kreis Lääne) in Estland. Bis zur Neugründung der Landgemeinde Lääneranna hieß der Ort „Rannaküla“ und wurde umbenannt, um sich von Rannaküla zu unterscheiden, da beide nun in derselben Landgemeinde liegen.

## Beschreibung
Der Ort hat zwölf ständige Einwohner (Stand 31. Dezember 2011). Er liegt direkt an der Ostsee und ist Teil des Nationalparks Matsalu.
Von Rooglaiu aus führt ein Weg nach Norden zur Landspitze Rooglaiu neem mit ihrem kleinen Ankerplatz. Die Landschaft wird von Wacholder geprägt. Im Sommer versammeln sich dort zahlreiche Kraniche.
In Rooglaiu befindet sich auf dem ehemaligen Bauernhof Mäe talu das Kultur- und Erholungszentrum Algallika (zu deutsch „Urquell“). Es bietet auch Übernachtungsmöglichkeiten an.